# Abel (biblisk person)

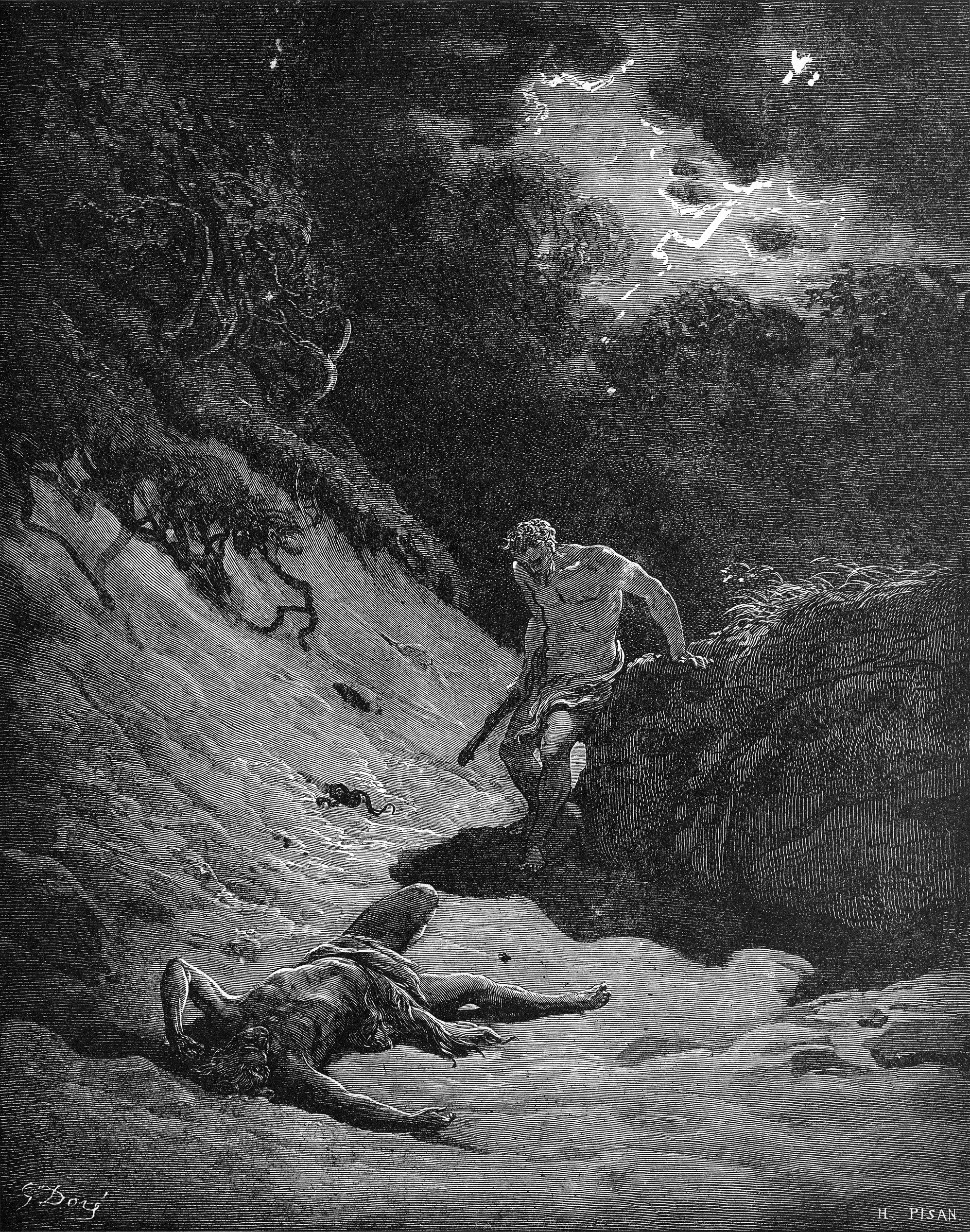
Kain dödar Abel. Målning av Gustave Doré.

Abel var enligt Bibeln (Första Moseboken 4:2–16) Adams och Evas andre son, bror till Kain och Set.
Enligt Första Moseboken, fjärde kapitlet, mördade Kain sin bror Abel, som arbetade som herde, eftersom Gud med välbehag tog emot Abels offergåva men förkastade Kains. 